# Municipio de Concepción Las Minas
Municipio de Concepción Las Minas är en kommun i Guatemala.   Den ligger i departementet Departamento de Chiquimula, i den sydöstra delen av landet, 120 km öster om huvudstaden Guatemala City.